# Jerzy Rostkowski

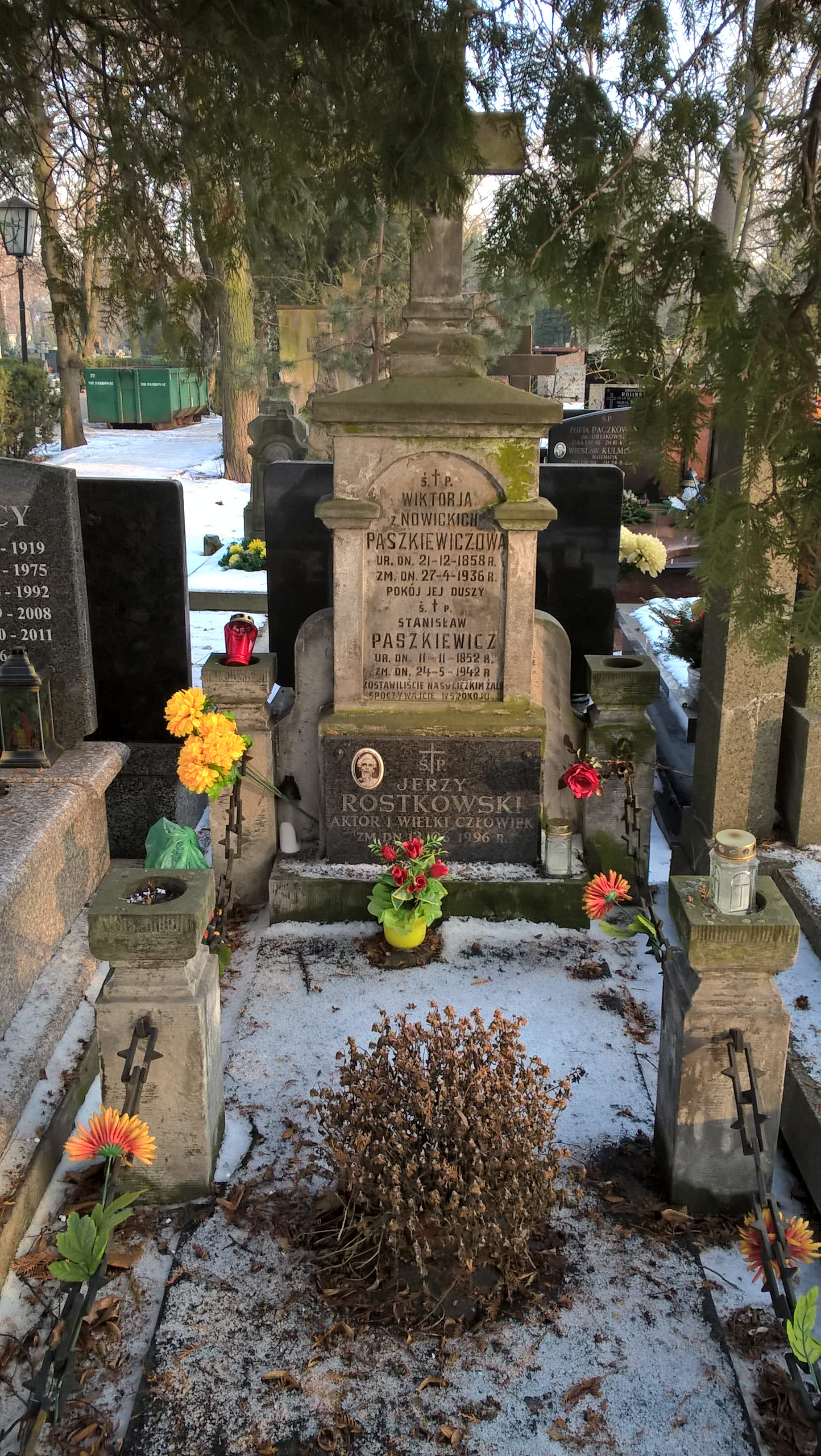
Grób Jerzego Rostkowskiego na cmentarzu Bródnowskim w Warszawie

Jerzy Rostkowski (ur. 20 marca 1938 w Warszawie, zm. 13 czerwca 1996 w Katowicach) – polski aktor.
Jerzy Rostkowski jako aktor teatru Studio Rapsodyczne w Gdańsku-Wrzeszczu grał tam duże i główne role. M.in. w „Wojnie i Pokoju”, „Pensji Pani Latter” i innych. Stworzył kreację w sztuce „Wielka Przygoda”, grając postać Filipka.

## Kariera zawodowa
Wykształcenie aktorskie zdobył, grając jako amator na scenie gdańskiej Sceny Rapsodycznej. W 1962 zdał egzamin eksternistyczny i uzyskał uprawnienia aktora estradowego. W 1976 wystąpił w spektaklu przygotowanym przez Teatr Telewizji pt. „Czy można się dosiąść?”, a w 1981 w serialu telewizyjnym pt. Najdłuższa wojna nowoczesnej Europy. Został pochowany na cmentarzu Bródnowskim (kw. 21A-VI-2).